# Cassagnoles (Hérault)
Cassagnoles település Franciaországban, Hérault megyében. Lakosainak száma 109 fő (2022. január 1.). Cassagnoles Lespinassière, Lacabarède, Sauveterre, Félines-Minervois, Ferrals-les-Montagnes és La Livinière községekkel határos.

## Népesség
A település népességének változása:
| Lakosok száma | 151  | 97   | 91   | 82   | 98   | 100  | 99   | 106  | 110  | 109  |
|               | 1968 | 1982 | 1990 | 2006 | 2013 | 2015 | 2017 | 2019 | 2020 | 2022 |